# 韦斯·胡拉汉
韋斯利·帕特里克·胡拉漢（英語：Wesley Patrick Hoolahan；1982年5月20日—）是一名愛爾蘭職業職業足球員，司職進攻中場，現時效力英乙球會劍橋聯。

## 生平

### 球會
早年
胡拉漢在舒爾本展開足球事業，效力期間三奪FAI愛爾蘭超級足球聯賽冠軍，並在歐聯2004/05年球季的資格賽有出色的表現，舒爾本連闖兩關，直到第三圈才遭西甲的拉科魯尼亞淘汰。胡拉漢於2002/03年球季獲選PFAI年度最佳青年球員。他其後短暫效力蘇超球會利雲斯頓，但僅半季後球隊便降班蘇甲。
黑池
於利雲斯頓降班後，胡拉漢在季前隨同英甲球會黑池前赴拉脫維亞進行試訓，並獲得時任領隊西蒙·加利臣賞識，於2006年7月21日向利雲斯頓借用胡拉漢一整個球季。於8月5日聯賽揭幕日作客0-1負於賓福特首次披甲上陣；9月30日於主場3-0擊敗奧連特射入十二碼取得加盟後首球。胡拉漢在黑池陣中表現出色，於上陣20場射入4球，黑池希望正式收歸旗下。12月15日作客3-1擊敗斯肯索普，胡拉漢於射入一球十二碼後不久，遭球證出示紅牌驅逐離場。但新年過後胡拉漢演出下滑，更失去正選席位，然而加利臣向他保證黑池仍會於季後提出正式收購。胡拉漢於季末及時恢復勇態，於球隊取得四連勝中射入3球，協助黑池升上聯賽榜第4位爭取升班。黑池最終以第3位結束球季，僅與布里斯托城相差兩分失去直接升班席位，但球隊於附加賽準決賽兩回合累計5-2淘汰奧咸，繼而在溫布萊球場的決賽以2-0擊敗伊奧維取得最後一個升班英冠席位。胡拉漢於黑池的首個球季合共上陣49場及射入10球。
2007年6月胡拉漢與黑池簽署兩年合約，但舊東家利雲斯頓拒絕確認，表示黑池多次違反借用條款，10期借用費用中有9期延遲支付，黑池否認指控並將事件提交英格蘭足球總會處理，而利雲斯頓亦獲得蘇格蘭足球總會的支援，最終鬧到國際足協以裁定荷拉漢的去向。8月10日國際足協的「球員地位委員會」（Players Status committee）拒絕蘇格蘭足總的要求，英格蘭足總隨即准許胡拉漢註冊成為黑池的球員，讓他趕及在揭幕日作客1-0擊敗莱斯特城的賽事上陣。但國際足協仍然需要決定利雲斯頓是否可以因遲收借用費而獲得補償，直到9月11日國際足協證實利雲斯頓的投訴仍未解決，黑池在事件中取得最後勝利，但其時胡拉漢已成為一名诺里奇城球員。
諾域治
2008年6月26日诺里奇城證實以球員加現金與胡拉漢簽署3年合約，諾域治預備隊門將基克斯反向加盟黑池，而現金金額沒有透露，胡拉漢與黑池的合約設有放人條款，據報交易總值25萬英鎊。8月9日聯賽揭幕日作客0-2負於高雲地利代表諾域治首次登場；2009年1月17日在主場卡諾路球場4-0大勝班士利他為球隊先拔頭籌兼射入加盟以來首球；下一場同樣在主場迎戰修咸頓，胡拉漢30碼外勁射球門左上角入網，為球隊一度領先2-0完半場，但下半場被對手扳平2-2。3月14日主場1-0擊敗普利茅夫，胡拉漢半場傷出，賽後證實腳踝韌帶受傷，最少需要養傷6星期，因而缺席季末餘下7場賽事，對諾域治的護級造成打擊，最終球隊降班英甲收場。
新任領隊兰伯特於2009/10年球季季初加盟諾域治後，隨即將胡拉漢調任鑽石陣式中位於兩名前鋒之後的進攻中場，有別於其一向擔任的翼鋒位置，他因此而取得大量入球，於新年前已射入13球之多，包括4球十二碼。他與格兰特·霍尔特被諾域治列為非賣品。雖然下半季胡拉漢僅有1球斬獲，但諾域治仍然順利取得英甲冠軍，於降班一季後回升英冠。
2010/11年球季胡拉漢繼續擔任鑽石陣式中場頂端的位置，於2010年9月28日主場對莱斯特城才打開入球進帳，個人梅開二度，包括1球十二碼及1球30碼「半窩利」，協助球隊以4-3僅勝對手；12月28日於下半場才後補上陣的胡拉漢演出帽子戲法，主場4-2力克錫菲聯。2011年1月10日胡拉漢與諾域治續約至2014年。
2011年8月13日胡拉漢首次在英超亮相，於2011/12年球季揭幕戰作客1-1賽和韋根為球隊扳平，取得個人首個英超入球兼諾域治重返頂級聯賽的首球。

### 國家隊
胡拉漢曾代表愛爾蘭U21上陣國際賽，首仗友誼賽作客1-0擊敗芬蘭。當他仍在舒爾本效力時，於2002年11月入選由唐·基雲斯（Don Givens）帶領愛爾蘭的首場賽事，以0-0賽和希臘中擔任沒有上陣的後補球員。
2007年11月胡拉漢入選愛爾蘭B隊，於11月8日作客出戰蘇格蘭，他獲派上陣，雙方1-1平手完場。
2008年4月愛爾蘭時任領隊查帕東尼挑選胡拉漢進入同年5月對塞爾維亞及哥倫比亞兩場友誼賽的40人初選名單，5月13日他更獲證實入選28人的大軍名單，並於5月15日前赴葡萄牙集訓營進行備戰，他在與葡甲球隊波蒂蒙尼斯（Portimonense）1-1賽和的練習賽於70分鐘後補上陣，而在都柏林主場1-1賽和塞爾維亞中擔任沒有上陣的後補球員；直到5月29日移師倫敦卡雲農舍球場對哥倫比亞的賽事，他獲派下半場後補上陣，結果1-0取得勝利。

## 榮譽

### 球會
舒爾本
- FAI愛爾蘭超級足球聯賽冠軍（3）：2001/02年、2003年、2004年；

黑池
- 英格蘭甲級聯賽附加賽冠軍（1）：2006/07年；

諾域治
- 英格蘭甲級聯賽冠軍（1）：2009/10年；

### 個人
- PFA英甲年度最佳陣容（2）：2007年[37]、2009/10年[38]；

## 外部連結
- 足球数据库：韋斯·荷拉漢的球员统计数据
- Wes Hoolahan profile at canaries.co.uk
- "Wesley Hoolahan" by Phillip Quinn （页面存档备份，存于）